# Aegotheles archboldi
Aegotheles archboldi е вид птица от семейство Aegothelidae.

## Разпространение
Видът е разпространен в Индонезия и Папуа Нова Гвинея.